# Knooppunt Århus Syd
Knooppunt Århus Syd (Deens: Motorvejskryds Århus Syd) is een knooppunt in Denemarken tussen de Østjyske Motorvej richting Aalborg en Kolding en de Århus Syd Motorvejen richting Aarhus. Het knooppunt is genoemd naar de stad Aarhus, waar het knooppunt ligt.
Het knooppunt is uitgevoerd als een splitsing. 
| Aansluitende wegen | Aansluitende wegen | Aansluitende wegen | Aansluitende wegen | Aansluitende wegen  |
| ------------------ | ------------------ | ------------------ | ------------------ | ------------------- |
|                    |                    | richting Aalborg   |                    | 501 richting Aarhus |
|                    |                    |                    |                    |                     |
|                    |                    |                    |                    |                     |
|                    |                    |                    |                    |                     |
| richting Kolding   |                    |                    |                    |                     |

Aalborg Centrum · Aalborg Nord · Aalborg Syd · Århus Nord · Århus Syd · Århus Vest · Avedøre · Ballerup · Brøndby · Fredericia · Gladsaxe · Herning · Herning Syd · Ishøj · Kliplev · Køge Vest · Kolding · Kolding Vest · Kongens Lyngby · Nørresundby Centrum · Odense · Rødovre · Skærup · Taastrup · Vallensbæk · Vendsyssel